# Ковалевка (Турковский район)
Ковалевка — деревня в Турковском районе Саратовской области. Входит в состав Рязанского сельского поселения.

## Уличная сеть
в селе 1 улица — Дачная.

## Население
| 2010 |
| ---- |
| 43   |

## Географическое положение
Расположено на крайнем западе области, в 296 километрах от Саратова, на левом берегу реки Волжанчик, высота центра села над уровнем моря — 177 м. Соседние населённые пункты: Лунино в 1 км на юго-западе и Беляевка в 3 км на северо-восток.